# Liste des maires de Creil
La liste des maires de Creil présente la liste des maires de la commune française de Creil, située dans le département de l'Oise en région Hauts-de-France (Picardie jusqu'en 2015).

## L'Hôtel de ville

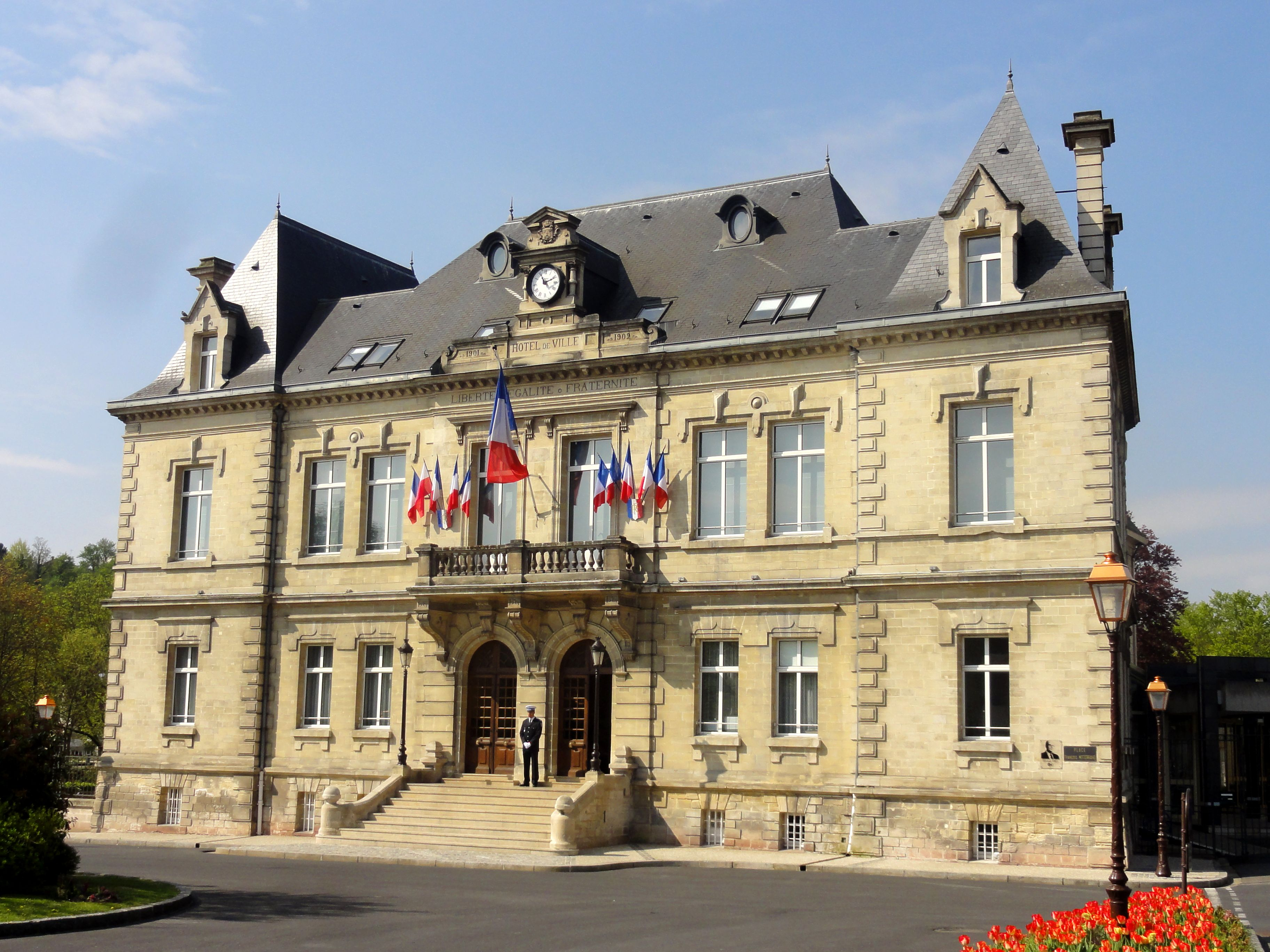
L'hôtel de ville de Creil.

## Liste des maires

### Entre 1789 et 1944
| Période       | Période      | Identité                       | Étiquette | Qualité |
| ------------- | ------------ | ------------------------------ | --------- | --- |
| 1789          | 1790         | M. Triboulet                   |           | Curé |
| 1791          | 1792         | M. Gélin                       |           | |
| 1793          | 1796         | Jean-Baptiste Hainfray         |           | |
| 1797          | 1800         | M. Jolly                       |           | |
| 1800          | 1806         | M. Dromart                     |           | |
| 1806          | 1808         | M. Viau-Duplessis              |           | |
| 1808          | 1808         | M. Dromart                     |           | |
| 1809          | 1810         | M. Viau-Duplessis              |           | |
| avril 1810    | mars 1814    | Charles de Saint Cricq Cazeaux |           | Propriétaire de la manufacture de faïence de la ville                                                                                   |
| avril 1814    | mai 1814     | Marcel Thibault                |           | |
| mai 1814      | juillet 1815 | Marcel Juery                   |           | |
| juillet 1815  | 1816         | M. Bernier                     |           | |
| 1816          | avril 1840   | Charles de Saint Cricq Cazeaux |           | Directeur de la manufacture de faïence Conseiller général de Creil (1833 → 1840) Décédé en fonction                                     |
| 1841          | 1842         | Pierre baron de Pierlot        |           | Gendre du précédent |
| 1842          | 1843         | Eugène Gastineau-Longpré       |           | |
| 1843          | 1846         | Pierre baron de Pierlot        |           | |
| 1846          | 1868         | Jules Juillet                  |           | Docteur-médecin Conseiller général de Creil (1848 → 1868) Décédé en fonction                                                            |
| 1868          | 1869         | Antoine Delaplace              |           | |
| 1869          | 1875         | Henri Barluet                  |           | Directeur de la manufacture de faïence                                                                                                  |
| 1876          | 1876         | M. Vachette                    |           | |
| 1877          | 1877         | Charles-Auguste Duguet         |           | Notaire |
| 1878          | 1878         | Alphonse Hubert                |           | |
| 1878          | 1880         | Léon Denille                   |           | |
| 1881          | 1881         | Antoine Obry                   |           | |
| 1882          | 1883         | Louis-Gabriel Le Brun          |           | Ingénieur |
| 1884          | 1885         | Antoine Jean                   |           | |
| 1886          | 1891         | Louis-Gabriel Le Brun          |           | Ingénieur |
| 1892          | 1897         | Henri Pauquet                  |           | |
| 1898          | 1901         | Albert Varé                    |           | |
| 1902          | février 1909 | Albert Dugué                   |           | Décédé en fonction |
| mars 1909     | 1912         | Auguste Darcaigne              |           | Démissionnaire |
| 1913          | mai 1918     | Charles Picquot                | Rad.      | Comptable dans une usine de la ville |
| décembre 1919 | février 1936 | Jules Uhry                     | SFIO      | Avocat Député de l'Oise (1919 → 1932 et 1933 → 1936) Conseiller général de Creil (1919 → 1936) Décédé en fonction                       |
| mars 1936     | avril 1941   | Jean Biondi                    | SFIO      | Professeur de lycée Député de l'Oise (1936 → 1941) Conseiller général de Neuilly-en-Thelle (1934 → 1941) Révoqué par le régime de Vichy |
| avril 1941    | 1944         | Robert Arnould                 |           | Ingénieur et directeur d'usine Nommé par le régime de Vichy                                                                             |

### Depuis 1944
Depuis la Libération, sept maires se sont succédé à la tête de la commune.
| Période           | Période                        | Identité                       | Étiquette    | Qualité |
| ----------------- | ------------------------------ | ------------------------------ | ------------ | --- |
| 14 septembre 1944 | 18 mai 1945                    | Gabriel Havez (1905-1963)      | SFIO         | Dessinateur industriel, résistant |
| 18 mai 1945       | 10 novembre 1950               | Jean Biondi, (1900-1950)       | SFIO         | Professeur de lycée, résistant et déporté Secrétaire d'État (1947 → 1950), sous-secrétaire d'État (1946 → 1947) Député de l'Oise (1936 → 1941 et 1944 → 1950) Conseiller général de Neuilly-en-Thelle (1934 → 1941 et 1945 → 1950) Président du conseil général de l'Oise (1945 → 1949) Décédé en fonction |
| 26 novembre 1950  | 19 juillet 1963                | Gabriel Havez (1905-1963)      | SFIO         | Dessinateur industriel puis restaurateur, ancien résistant Décédé en fonction |
| 27 septembre 1963 | 29 octobre 1979                | Antoine Chanut (1907-1991)     | SFIO puis PS | Principal de collège, ancien professeur Adjoint au maire (1959 → 1963) Président du District urbain de l'agglomération creilloise (1965 → ?) Démissionnaire |
| 29 octobre 1979   | 25 mars 2001                   | Jean Anciant, (1934-2017)      | PS           | Professeur agrégé de gestion Premier adjoint au maire (1977 → 1979) Député de l'Oise (4e circ.) (1981 → 1993) Président du District urbain de l'agglomération creilloise (1979 → 1995) |
| 25 mars 2001      | 21 mars 2008                   | Christian Grimbert (1947- )    | PS           | Enseignant Adjoint au maire (1977 → 1995) Premier adjoint au maire (1995 → 2001) Conseiller régional de Picardie (1980 → 1998) Président de la CA creilloise (1995 → 2013) |
| 21 mars 2008      | 14 octobre 2024                | Jean-Claude Villemain (1948- ) | PS           | Retraité de France Télécom Premier adjoint au maire (2001 → 2008) Conseiller général de Creil-Sud (2001 → 2015) Vice-président du conseil général de l'Oise (2004 → 2008) Conseiller départemental de Creil (2015 → 2020) Président de la CA creilloise (2013 → 2016) Président de la CA Creil Sud Oise (2017 → ) Suppléant du député Michel Françaix (1997 → 2017) Réélu pour le mandat 2020-2026, Démissionnaire |
| 14 décembre 2024  | En cours (au 14 décembre 2024) | Sophie Dhoury-Lehner           | PS           | Cheffe de projet Première adjointe au maire (2020 → 2024) 11e vice-présidente de la CA Creil Sud Oise (2022 → ) |

## Conseil municipal actuel
Les 39 sièges composant le conseil municipal de Creil ont été pourvus le 28 juin 2020 à l'issue du second tour de scrutin. Actuellement, il est réparti comme suit : 

## Résultats des élections municipales

### Élection municipale de 2020
| Composition du conseil municipal de Creil.               |                          |                                    |              |              |             |             |        |        |
| Tête de liste                                            | Tête de liste            | Liste                              | Premier tour | Premier tour | Second tour | Second tour | Sièges | Sièges |
| Tête de liste                                            | Tête de liste            | Liste                              | Voix         | %            | Voix        | %           | CM     | CC     |
|                                                          | Jean-Claude Villemain *  | DVG (PS - PCF - G.s - PP - ND)     | 2 171        | 37,19        | 2 997       | 51,40       | 26     | 13     |
| Ensemble allons plus loin                                |                          |                                    | 2 171        | 37,19        | 2 997       | 51,40       | 26     | 13     |
|                                                          | Thierry Brochot          | EÉLV (AEI - GE - RPS - Cap21 - JE) | 389          | 6,66         | 2 997       | 51,40       | 4      | 2      |
| L'écologie pour Creil                                    |                          |                                    | 389          | 6,66         | 2 997       | 51,40       | 4      | 2      |
|                                                          | Hicham Boulhamane        | DVC (LREM)                         | 1 763        | 30,20        | 2 038       | 34,95       | 7      | 3      |
| Génération Creil                                         |                          |                                    | 1 763        | 30,20        | 2 038       | 34,95       | 7      | 3      |
|                                                          | Michaël Sertain          | DVD (LR)                           | 887          | 15,20        | 796         | 13,65       | 2      | 1      |
| Changeons l'avenir de Creil                              |                          |                                    | 887          | 15,20        | 796         | 13,65       | 2      | 1      |
|                                                          | Brahim Belmhand          | DVC (MoDem)                        | 357          | 6,12         |             |             |        |        |
| Initiative ensemble                                      |                          |                                    | 357          | 6,12         |             |             |        |        |
|                                                          | Mohamed Assamti          | LFI                                | 195          | 3,34         |             |             |        |        |
| Creil Insoumise                                          |                          |                                    | 195          | 3,34         |             |             |        |        |
|                                                          | Roland Szpirko           | LO                                 | 75           | 1,28         |             |             |        |        |
| Lutte ouvrière - Faire entendre le camp des travailleurs |                          |                                    | 75           | 1,28         |             |             |        |        |
|                                                          |                          |                                    |              |              |             |             |        |        |
| Votes valides                                            | Votes valides            | Votes valides                      | 5 837        | 96,66        | 5 831       | 96,97       |        |        |
| Votes blancs                                             | Votes blancs             | Votes blancs                       | 83           | 1,37         | 118         | 1,96        |        |        |
| Votes nuls                                               | Votes nuls               | Votes nuls                         | 119          | 1,97         | 64          | 1,06        |        |        |
| Total                                                    | Total                    | Total                              | 6 039        | 100          | 6 013       | 100         | 39     | 19     |
| Abstention                                               | Abstention               | Abstention                         | 9 960        | 62,25        | 10 044      | 62,55       |        |        |
| Inscrits / participation                                 | Inscrits / participation | Inscrits / participation           | 15 999       | 37,75        | 16 057      | 37,45       |        |        |

### Élection municipale de 2014
| Composition du conseil municipal de Creil.              |                          |                              |              |              |             |             |        |        |
| Tête de liste                                           | Tête de liste            | Liste                        | Premier tour | Premier tour | Second tour | Second tour | Sièges | Sièges |
| Tête de liste                                           | Tête de liste            | Liste                        | Voix         | %            | Voix        | %           | CM     | CC     |
|                                                         | Jean-Claude Villemain    | PS                           | 2 269        | 29,01        | 3 492       | 40,02       | 21     | 9      |
| Creil, une ambition partagée                            |                          |                              | 2 269        | 29,01        | 3 492       | 40,02       | 21     | 9      |
|                                                         | Yvette Fourrier Cesbron  | PCF (FG)                     | 442          | 5,65         | 3 492       | 40,02       | 7      | 4      |
| Creil solidaire et rebelle                              |                          |                              | 442          | 5,65         | 3 492       | 40,02       | 7      | 4      |
|                                                         | Hicham Boulhamane        | DVG                          | 1 975        | 25,25        | 2 995       | 34,32       | 6      | 3      |
| Génération Creil                                        |                          |                              | 1 975        | 25,25        | 2 995       | 34,32       | 6      | 3      |
|                                                         | Michaël Sertain          | UMP                          | 1 714        | 21,91        | 2 238       | 25,65       | 5      | 2      |
| Ensemble, défendons une certaine idée de Creil          |                          |                              | 1 714        | 21,91        | 2 238       | 25,65       | 5      | 2      |
|                                                         | Jean-Paul Legrand        | DIV                          | 480          | 6,13         |             |             |        |        |
| Creil-avenir                                            |                          |                              | 480          | 6,13         |             |             |        |        |
|                                                         | Aziz Senni               | UDI (MoDem - UMP diss. - CP) | 361          | 4,61         |             |             |        |        |
| Creil en action "Centre-droite-patriote"                |                          |                              | 361          | 4,61         |             |             |        |        |
|                                                         | Reduan Sakili            | DIV                          | 264          | 3,37         |             |             |        |        |
| Creil au cœur                                           |                          |                              | 264          | 3,37         |             |             |        |        |
|                                                         | Roland Szpirko           | LO                           | 229          | 2,92         |             |             |        |        |
| Lutte ouvrière, faire entendre le camp des travailleurs |                          |                              | 229          | 2,92         |             |             |        |        |
|                                                         | Habib Abba-Sidick        | DVG (CE)                     | 87           | 1,11         |             |             |        |        |
| Colère et espoir 60                                     |                          |                              | 87           | 1,11         |             |             |        |        |
|                                                         |                          |                              |              |              |             |             |        |        |
| Votes exprimés                                          | Votes exprimés           | Votes exprimés               | 7 821        | 95,81        | 8 725       | 96,83       |        |        |
| Votes blancs et nuls                                    | Votes blancs et nuls     | Votes blancs et nuls         | 342          | 4,19         | 286         | 3,17        |        |        |
| Total                                                   | Total                    | Total                        | 8 163        | 100,00       | 9 011       | 100,00      | 39     | 18     |
| Abstention                                              | Abstention               | Abstention                   | 7 562        | 48,09        | 6 714       | 42,70       |        |        |
| Inscrits / participation                                | Inscrits / participation | Inscrits / participation     | 15 725       | 51,91        | 15 725      | 57,30       |        |        |
| Source : Ministère de l'Intérieur - Creil               |                          |                              |              |              |             |             |        |        |

### Élection municipale de 2008
| Composition du conseil municipal de Creil. |                          |                          |              |              |             |             |         |
| Tête de liste                              | Tête de liste            | Liste                    | Premier tour | Premier tour | Second tour | Second tour | CM      |
| Tête de liste                              | Tête de liste            | Liste                    | Voix         | %            | Voix        | %           | CM      |
|                                            | Jean-Claude Villemain    | PS - PRG                 | 2 054        | 28,35        | 3 195       | 42,66       | 21      |
| Creil l'audacieuse                         |                          |                          | 2 054        | 28,35        | 3 195       | 42,66       | 21      |
|                                            | Jean-Paul Legrand        | PCF                      | 530          | 7,32         | 3 195       | 42,66       | 4       |
| La Gauche                                  |                          |                          | 530          | 7,32         | 3 195       | 42,66       | 4       |
|                                            | Roland Szpirko           | LO                       | 394          | 5,44         | 3 195       | 42,66       | 3       |
| Lutte ouvrière                             |                          |                          | 394          | 5,44         | 3 195       | 42,66       | 3       |
|                                            | Gilles Séguin            | DVG - Verts              | 1 478        | 20,40        | 2 614       | 34,90       | 6       |
| Agir et vivre ensemble à Creil             |                          |                          | 1 478        | 20,40        | 2 614       | 34,90       | 6       |
|                                            | Brahim Belmhand          | MoDem                    | 782          | 10,79        | 2 614       | 34,90       | 1       |
| Creil pour tous                            |                          |                          | 782          | 10,79        | 2 614       | 34,90       | 1       |
|                                            | Nouredine Nachite        | UMP (Maj. prés.)         | 1 136        | 15,68        | 1 681       | 22,44       | 4       |
| Rassembler pour réussir à Creil            |                          |                          | 1 136        | 15,68        | 1 681       | 22,44       | 4       |
|                                            | Guilhem Ricalens         | DVD                      | 871          | 12,02        | Retrait     | Retrait     | Retrait |
| Mouvement des républicains pour Creil      |                          |                          | 871          | 12,02        | Retrait     | Retrait     | Retrait |
|                                            |                          |                          |              |              |             |             |         |
| Votes exprimés                             | Votes exprimés           | Votes exprimés           | 7 245        | 95,42        | 7 490       | 96,20       |         |
| Votes blancs et nuls                       | Votes blancs et nuls     | Votes blancs et nuls     | 348          | 4,58         | 296         | 3,80        |         |
| Total                                      | Total                    | Total                    | 7 593        | 100,00       | 7 786       | 100,00      | 39      |
| Abstention                                 | Abstention               | Abstention               | 7 786        | 50,63        | 7 593       | 49,37       |         |
| Inscrits / participation                   | Inscrits / participation | Inscrits / participation | 15 379       | 49,37        | 15 379      | 50,63       |         |
| Source : Ministère de l'Intérieur - Creil  |                          |                          |              |              |             |             |         |

### Élection municipale de 2001
| Composition du conseil municipal de Creil. |                          |                           |              |              |             |             |    |
| Tête de liste                              | Tête de liste            | Liste                     | Premier tour | Premier tour | Second tour | Second tour | CM |
| Tête de liste                              | Tête de liste            | Liste                     | Voix         | %            | Voix        | %           | CM |
|                                            | Christian Grimbert       | UG (PS - PCF - MDC - PRG) | 2 195        | 33,52        | 2 892       | 40,65       | 28 |
|                                            | Guilhem Ricalens         | UD (RPF - UDF - RPR - DL) | 2 138        | 32,65        | 2 831       | 39,79       | 8  |
|                                            | Dominique Madelin        | Verts                     | 895          | 13,67        | 817         | 11,48       | 2  |
|                                            | Jean-Pierre Héloir       | DVD                       | 709          | 10,83        | 574         | 8,07        | 1  |
|                                            | Roland Szpirko           | LO                        | 611          | 9,33         |             |             |    |
|                                            |                          |                           |              |              |             |             |    |
| Suffrages exprimés                         | Suffrages exprimés       | Suffrages exprimés        | 6 548        | 94,20        | 7 114       | 96,59       |    |
| Votes blancs et nuls                       | Votes blancs et nuls     | Votes blancs et nuls      | 403          | 5,80         | 251         | 3,41        |    |
| Total                                      | Total                    | Total                     | 6 951        | 100,00       | 7 365       | 100,00      | 39 |
| Abstention                                 | Abstention               | Abstention                | 6 088        | 46,69        | 5 676       | 43,52       |    |
| Inscrits / participation                   | Inscrits / participation | Inscrits / participation  | 13 039       | 53,31        | 13 041      | 56,48       |    |
| Source : Ministère de l'Intérieur - Creil  |                          |                           |              |              |             |             |    |